# Робледо, Лоренсо
Лоренсо Робледо Хименес (исп. Lorenzo Robledo Jiménez, 1921 — сентябрь 2006, Мадрид) — испанский киноактёр, сыгравший более 85 ролей в период с 1956 по 1982 годы. Очень узнаваем в итальянских спагетти-вестернах, на его счету в общей сложности 32 появления в фильмах этого жанра на протяжении 1960-х и начала 1970-х годов.
Наиболее известные работы Робледо — персонажи «долларовой трилогии» Сержио Леоне: За пригоршню долларов (1964), На несколько долларов больше (1965) и Хороший, плохой, злой (1966), а также вестерна Леоне Однажды на Диком Западе (1968). Среди других героев вестернов в исполнении Робледо — шериф в Четырёх всадниках Апокалипсиса (1975).
Самая запоминающаяся роль Робледо в фильме На несколько долларов больше, где он играет загнанного в угол главным злодеем отца семейства. Бандит в исполнении Жана Марии Волонте мучает и убивает семью персонажа Робледо, прежде чем убить его самого.
Лоренсо Робледо умер в 2006 году в столице Испании.

## Избранная фильмография
- За пригоршню долларов (1964)
- На несколько долларов больше (1965) — Томасо
- Black Eagle of Santa Fe (1965)
- Agent 077 From the Orient with Fury (1965)
- Fall of the Mohicans (1965)
- Лицом к лицу (1967) — Уоллес
- Сыновья Сатаны (1968)
- Однажды на Диком Западе (1968)
- Подлецы не молят о пощаде (1968)  — главарь банды
- Криворучка (Когда Сатана схватил кольт) (1970) — ковбой на ранчо Уоррена